# Circonscriptions territoriales du Yukon
Les citoyens du Yukon au Canada sont représentés à l'Assemblée législative du Yukon par des 19 députés élus dans les circonscriptions suivantes.
- Copperbelt-Nord
- Copperbelt-Sud
- Klondike
- Kluane
- Lac Laberge
- Mayo-Tatchun
- Mount Lorne-Lac-Southern
- Mountainview
- Pelly-Nisutlin
- Porter Creek Centre
- Porter Creek Nord
- Porter Creek Sud
- Riverdale Nord
- Riverdale Sud
- Takhini-Kopper King
- Vuntut Gwitchin
- Lac Watson
- Whitehorse Centre
- Whitehorse Ouest